# Someday (The Strokes)
Someday è il terzo e ultimo singolo estratto da Is This It, il primo album della band statunitense The Strokes.

## Tracce
1. Someday (Casablancas) - 3:07
2. Is This It (Home Recording Version) (Casablancas) - 1:15
3. Alone, Together (Home Recording Version) (Casablancas) - 3:17

## Formazione
- Julian Casablancas - voce
- Fabrizio Moretti - batteria
- Nick Valensi - chitarra
- Albert Hammond Jr. - chitarra
- Nikolai Fraiture - basso